# Aeroporto Internazionale di Lomé-Gnassingbé Eyadéma
L'Aeroporto Internazionale di Lomé-Gnassingbé Eyadéma (IATA: LFW, ICAO: DXXX) è l'aeroporto della capitale del Togo Lomé; è situato nel quartiere Tokoin, raggiungibile tramite la vecchia ferrovia che univa la capitale a Blitta, ora interrotta allo scalo aeroportuale, e si trova all'estremo sud-ovest del Togo, lungo la costa del Golfo di Guinea. La struttura è intitolata a Gnassingbé Eyadéma, (1937-2005), Presidente togolese dal 1967 fino alla morte, ed è dotata di una pista di conglomerato bituminoso lunga 3000 m e larga 45 m, l'altitudine è di 22 m, l'orientamento della pista è RWY 04-22. L'aeroporto è aperto al traffico commerciale 24 ore al giorno.

## Servizi
I servizi in aeroporto includono un ufficio postale, banca, ufficio cambio, una sala VIP, bar, ristoranti, self-service, un negozio di souvenir e negozi duty free.

## Incidenti aerei
Il 14 agosto 2008, il volo Turkish Airlines 1123, operato dall'Airbus A310-300 Turkish Airlines marche TC-JDA in viaggio dall'Aeroporto di Istanbul, in Turchia, con destinazione Aeroporto Internazionale Murtala Muhammed di Lagos, in Nigeria, fu costretto ad atterrare all'aeroporto di Lomé-Tokoin a causa del malfunzionamento in condizioni notturne delle apparecchiature di navigazione e radio.